# It's About Time (album de Chic)
Pour les articles homonymes, voir It's About Time.
Albums de Nile Rodgers & Chic
Chic-ism
(1992)
Singles
1. Till the World Falls
Sortie : 22 juin 2018
2. Sober
Sortie : 7 septembre 2018

It's About Time est le neuvième album studio du groupe américain de disco-funk Chic, sorti le 28 septembre 2018 chez Virgin EMI. Il est produit par le guitariste de Chic, Nile Rodgers.

## Historique et sortie
La sortie de l'album est initialement prévue pour 2015, avec l'annonce de I'll Be There comme premier single. Le concept de l'album a par la suite évolué et la sortie a été retardée de trois ans, en partie à cause des décès de Prince et de David Bowie. Par conséquent, une chanson sur Prince, avec comme titre provisoire Prince Said It, est abandonnée.
It's About Time est sorti le 28 septembre 2018 en 33 tours, en cassette et en CD. L'album marque le retour de Chic après une absence de 26 ans, l'album précédent, Chic-ism, étant sorti en 1992,. C'est le premier album de Chic sur lequel ne figure pas le membre fondateur Bernard Edwards, décédé en 1996.
Nile Rodgers annonce que It's About Time est le premier des deux albums qui composent la « nouvelle expérience Chic ». Le second album, intitulé Executive Realness était initialement prévu pour février 2019, et « clôturera le voyage de Chic ». Après avoir été reporté à mai 2019, l'album — en 2024 — n'a pas été confirmé.

## Accueil critique
It's About Time a reçu des critiques généralement mitigées de la part des critiques de musique. Chez Metacritic, qui attribue une note normalisée sur 100 aux avis des critiques traditionnels, l'album a une note moyenne de 64 sur la base de sept critiques, indiquant des « critiques généralement favorables ».
L'album a valu à Chic une nomination pour le Brit Award du meilleur groupe international aux Brit Awards 2019.

## Liste des titres
| 1.    | Till the World Falls (featuring Mura Masa, Cosha et Vic Mensa)             | - Nile Rodgers - Brandon Anderson - Anaïs Aida - Neo Jessica Joshua - Alexander Crossan - Victor Mensah | - Rodgers - Russell Graham - Mura Masa - Om'Mas Keith - Jeff Gitelman | 5:17 |
| 2.    | Boogie All Night (featuring Nao)                                           | - Rodgers - Joshua - Danny L Harle                                                                      | - Rodgers - Graham - Nao - Danny L Harle                              | 3:30 |
| 3.    | Sober (featuring Craig David et Stefflon Don)                              | - Rodgers - Charles Harrison - Lonnell Corbett                                                          | - Rodgers - Graham                                                    | 3:08 |
| 4.    | Do You Wanna Party (featuring LunchMoney Lewis)                            | - Rodgers - Thomas Troelsen - Harle - Gamal Lewis                                                       | - Rodgers - Graham - Thomas Troelsen - Harle                          | 3:21 |
| 5.    | Dance with Me (featuring Hailee Steinfeld)                                 | - Rodgers - Curtis Williams - Sha Sha Jones                                                             | - Rodgers - Graham                                                    | 3:30 |
| 6.    | I Dance My Dance                                                           | - Rodgers - Alexandra Forbes - Jerry Barnes - Melissa Sanley                                            | - Rodgers - Graham - Barnes                                           | 3:27 |
| 7.    | State of Mine (It's About Time) (featuring Philippe Saisse)                | - Rodgers - Philippe Saisse                                                                             | - Rodgers - Graham - Saisse                                           | 4:42 |
| 8.    | Queen (featuring Elton John et Emeli Sandé)                                | Rodgers                                                                                                 | - Rodgers - Graham                                                    | 3:55 |
| 9.    | I Want Your Love (featuring Lady Gaga)                                     | - Rodgers - Bernard Edwards                                                                             | - Rodgers - Graham - Rene Arsenault - Riot City                       | 4:56 |
| 10.   | 'New Jack' Sober (Teddy Riley version (feat. Craig David et Stefflon Don)) | - Rodgers - Harrison - Corbett - Edward Riley - Jonathan Kerr - Thomas Robertson                        | - Rodgers - Graham - Teddy Riley                                      | 3:12 |
| 38:58 |                                                                            | |                                                                       |      |

## Classements hebdomadaires
| Classement (2018)                  | Meilleure position |
| ---------------------------------- | ------------------ |
| Allemagne (Media Control AG)       | 72                 |
| Belgique (Flandre Ultratop)        | 25                 |
| Belgique (Wallonie Ultratop)       | 41                 |
| Écosse (OCC)                       | 16                 |
| Espagne (Promusicae)               | 74                 |
| France (SNEP)                      | 118                |
| France (SNEP Top Ventes)           | 71                 |
| Irlande (Irish Albums Chart)       | 72                 |
| Japon (Oricon)                     | 49                 |
| Japon (Billboard Japan Hot Albums) | 67                 |
| Pays-Bas (Mega Album Top 100)      | 66                 |
| Royaume-Uni (UK Albums Chart)      | 10                 |
| Suisse (Schweizer Hitparade)       | 28                 |